# Елліністична цивілізація
Ця стаття про культуру доби еллінізму, історичні аспекти викладені у статті Елліністичний період.

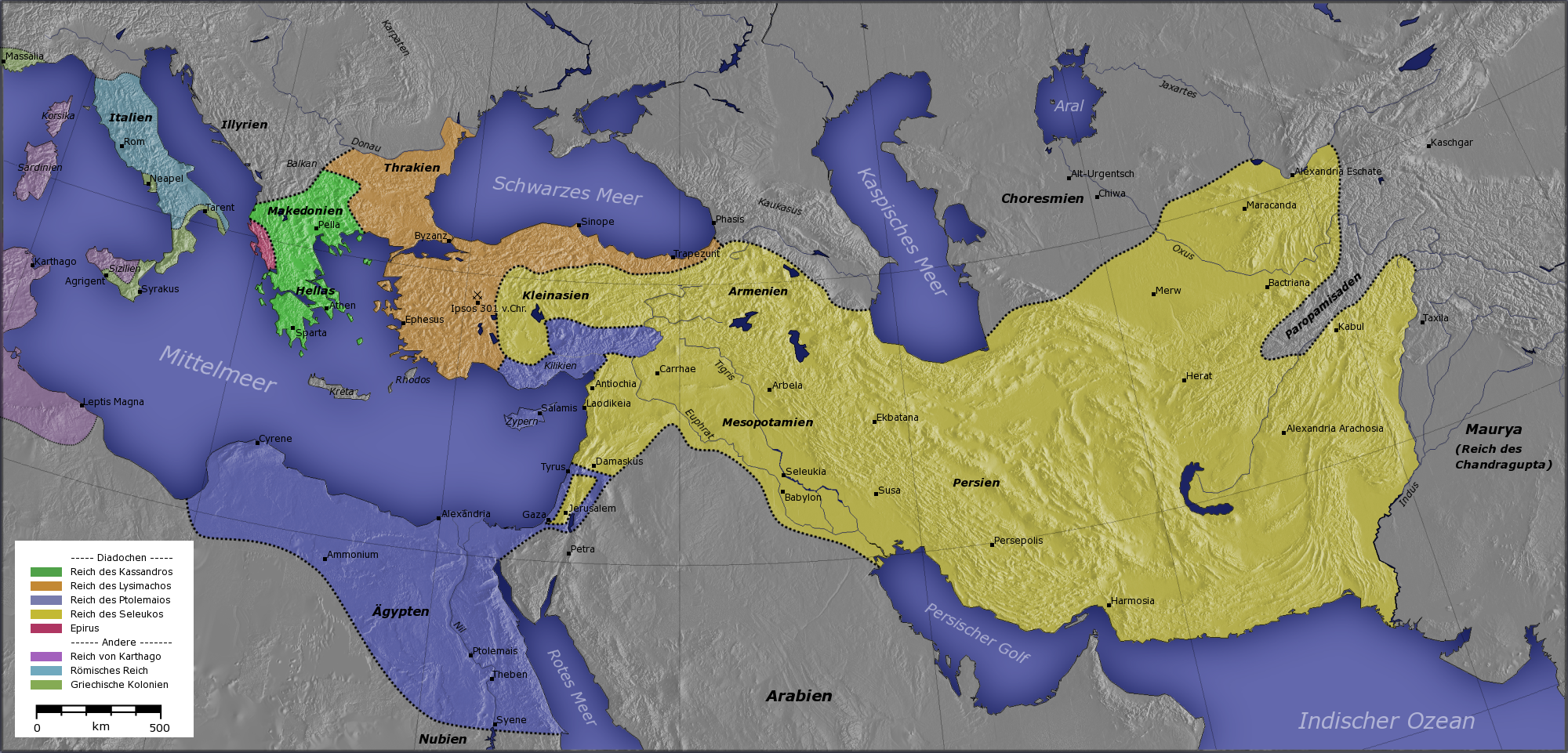
Основні осередки еллінізму, включаючи монархії діадохів:
Царство Птолемея I Сотера
Царство Кассандра
Царство Лісімаха
Царство Селевка І Нікатора
Епір
Також на мапі виділено:
Давньогрецькі колонії
Карфаген (негрецький)
Рим (негрецький)
- На мапі не показано Індо-грецьке царство

Елліністи́чна цивіліза́ція — термін, який має два смислових значення: хронологічне — культура епохи еллінізму і типологічне — культура, що виникла в результаті взаємодії грецьких (еллінських) і місцевих елементів. Типологічне розуміння призводить до розширення хронологічних та географічних рамок аж до включення в поняття «Елліністична цивілізація» усієї культури античного світу від часу походів Александра Македонського (IV століття до н. е.) до падіння Римської імперії (V століття н. е.). При цьому не беруться до уваги якісні зміни в ідеології та культурі, що виникли після римського завоювання.
Сформована на всій території елліністичного світу культура не була одноманітною. У кожній області вона формувалася шляхом взаємодії місцевих, найстійкіших традиційних елементів культури з культурою, принесеної завойовниками і переселенцями — греками і негреками. Форми синтезу визначалися впливом багатьох конкретних обставин: чисельним співвідношенням різних етнічних груп (місцевих і прийдешніх), рівнем їхньої економіки і культури, соціальної організації, політичною обстановкою і т. д.
Навіть при зіставленні великих елліністичний міст (Александрії, Антіохії на Оронті, Пергама і т. д.), де греко-македонське населення відігравало провідну роль, чітко видно особливі, характерні для кожного міста риси культурного життя. Ще ясніше проступають вони у внутрішніх областях елліністичних держав (наприклад, у Фіваїді, Вавилоні, Фракії). Проте всім місцевим варіантами елліністичної культури властиві деякі спільні риси, обумовлені, з одного боку, подібними тенденціями соціально-економічного та політичного розвитку суспільства на всій території елліністичного світу, з іншого — обов'язковою участю в синтезі елементів грецької культури.
Утворення елліністичних монархій у поєднанні із полісною структурою міст сприяло виникненню нових відносин у суспільстві. Напружена політична обстановка, безперервні військові конфлікти між державами та соціальні рухи всередині них також наклали істотний відбиток на елліністичну культуру. Саме у культурі доби еллінізму більш опукло, ніж у класичній грецькій, виступають розбіжності у змісті та характері культури еллінізованих верхніх шарів суспільства і міської та сільської бідноти, в середовищі якої стійкіше зберігалися місцеві традиції.

## Релігія та міфологія

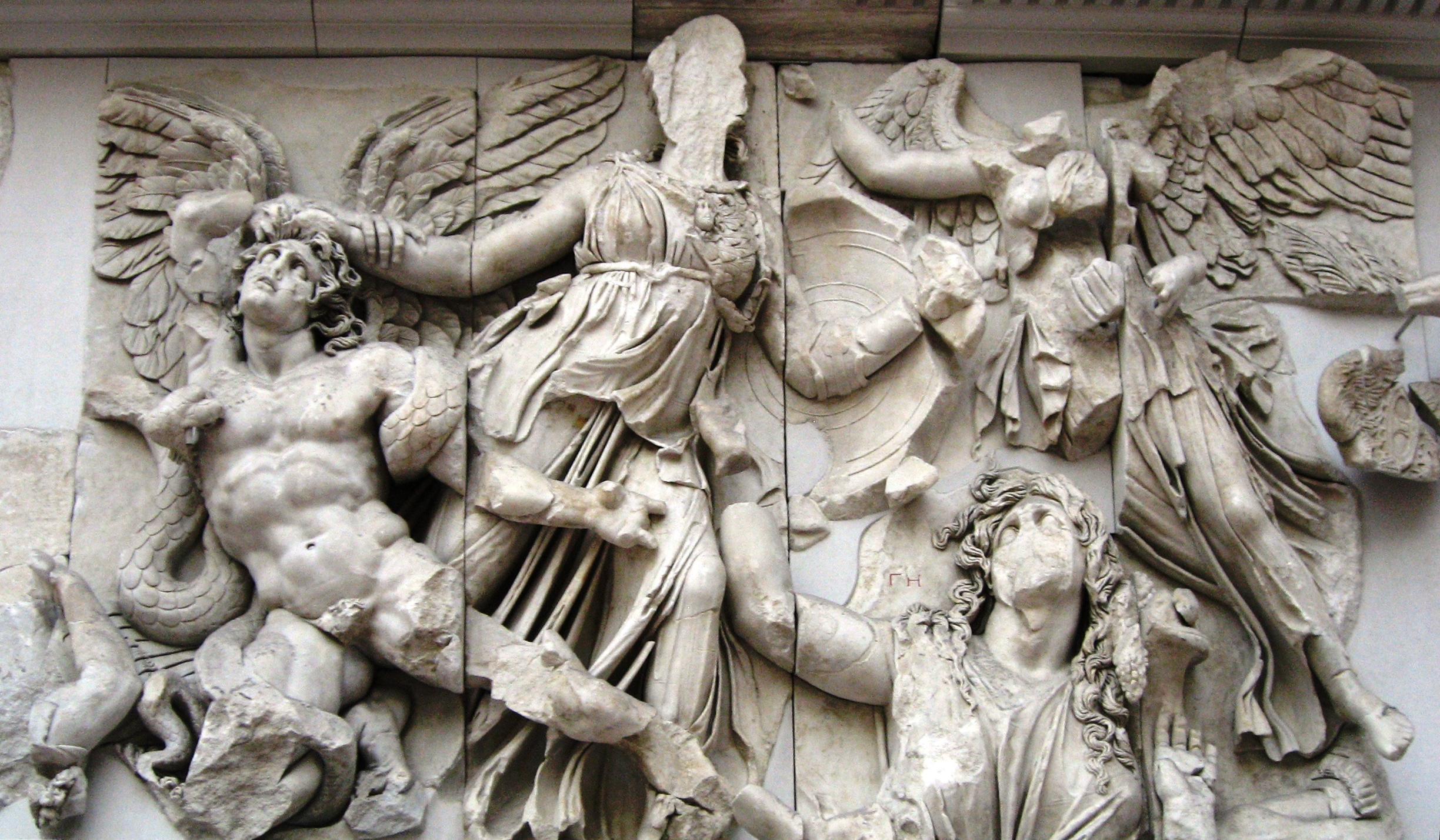
Пргамський вівтар, Афіна в двобої з синами богині землі Геї, залишки борельєфу, Берлін.

Найхарактернішою рисою елліністичної релігії та міфології є синкретизм, в якому східна спадщина відігравала величезну роль. Боги грецького пантеону ототожнювались із стародавніми східними божествами, наділялись новими рисами. Змінювалися форми шанування божеств, містерії набували більш оргіастичного характеру. При збереженні місцевих розходжень у пантеоні та формах культу дедалі більше поширювались деякі загальні божества, що поєднували у собі подібні функції найшанованіших божеств різних народів.
Одним з головних культів став культ Зевса Гіпсіста (Найвищого над усіма), він ототожнювався із фінікійським богом Ваалом, єгипетським Амоном, вавилонським міфічним Белом, юдейськими Ягве. Його численні епітети — Пантократор (Всемогутній), Сотер (Спаситель), Геліос (Сонце) та інші, — свідчать про надзвичайне розширення його функцій. Із культом Зевса за поширеністю змагався культ Діоніса з містеріями, які зближали його з культами єгипетського бога Осіріса, малоазійскіх богів Сабазія та Адоніса.
Серед жіночих божеств головним і майже усюди шанованим божеством стала єгипетська Ісіда, яка втілила риси багатьох грецьких та азійських богинь. Специфічним породженням елліністичної епохи був культ Серапіса — божества, яке зобов'язане своєю появою релігійної політиці Птолемеїв, що прагнули злити звичний для греків антропоморфний вигляд Зевса-Посейдона з функціями єгипетських зооморфних божеств Осіріса та Апіса. Синкретичні культи, що склались на Сході, проникли у поліси Малої Азії, Греції і Македонії, а потім і у Західне Середземномор'я. Деякі східні культи сприймалися греками майже у незміненій формі. До рівня головних божеств зросло значення богині долі Тіхе.

### Цикли міфів
Якщо ми хочемо зрозуміти «мову» античного мистецтва (зокрема літератури), то повинні орієнтуватися в античній міфології, яка є своєрідним ключем до скарбниці культурних надбань давніх греків і римлян. Головними діячами еллінських міфів були боги (Мати-Земля Гайя, її чоловік, Небо-Уран, титани Прометей і Атлант, олімпійці Зевс, Гера і Афродіта), а також герої — напівбоги, народжені від небожителів і смертних людей (Геракл — син Зевса і смертної Алкмени; Ахілл — син богині Фетіди і смертного Пелея; Еней — син богині Афродіти і смертного Анхіза; Єлена Троянська — донька Зевса і Леди та ін.). Міфів було так багато і вони обростали такою величезною кількістю варінтів, що усіх їх ані зібрати, ані вивчити до кінця було неможливо. Але вже в архіїчні часи деякі з них стали особливо популярними, відомими не лише в окремих грецьких землях (Аттиці, Беотії чи Лакедемоні), а й в усій Елладі. Тож не дивно, що якийсь особливо шанований еллінами герой (наприклад, Тесей або Геракл) міг ставати головною дійовою особою одразу кількох міфічних оповідок, немов з'єднуючи їх між собою в певну сукупність, яка вже в ті часи грекам уявлялась як своєрідна «в'язанка», вінок, коло.
Українське слово коло елінською звучало як кіклос (грец. κύκλος). Тому й сукупність міфічних оповідок, об'єднаних спільною темою, героями, місцем дії чи подіями, стала називатися «міфічним кіклом» (в українській вимові — ц и к л о м).
Одними з найвідоміших і найрозгалудженіших у еллінській міфології були Троянський і Фіванський цикли, також цикл міфів про аргонавтів.
Події Троянського циклу пов'язані з містом Троєю, інша його назва — Іліон, звідси назва  поеми Гомера — «Іліада».
Фіванський цикл пов'язаний із давньогрецьким містом Фіви, які колись були великим військовим, культурним і релігійним осередком, головним містом т. зв. Беотійського союзу давньогрецьких міст, одним із найбільших міст Еллади і конкурентом Афін (особливо в умовах відсутності загальногрецької столиці як такої).
Третій же цикл пов'язаний із легендарним походом загону звитяжців за золотим руном до Колхіди. Здійснювався цей похід на кораблі «Арго» (укр. «швидкий»), звідси назва його учасників — «аргонавти».

## Філософія
В епоху еллінізму продовжували свою діяльність Платонівська академія, аристотелівський ліцей, кініки та кіренська школа. У той же час виникають три нові філософські школи: скептицизм, епікуреїзм та стоїцизм. Об'єднувала їх загальна зосередженість на питаннях поведінки індивіда, досягнення ним внутрішньої незалежності від навколишнього світу і пов'язане з цим витіснення онтологічної проблематики.
Школа скептиків, заснована наприкінці IV століття до н. е. Пірроном, закликала до досягнення незворушності духу на шляху відмови від пошуків неможливого, на їхню думку, об'єктивного знання, утримання від суджень і прямування розумною ймовірності, традицій та звичаїв. Згодом скептицизм зливається із Платонівською академією (це, так звані, друга та третя академії, засновані Аркесілаєм та Карнеадом). У I столітті до н. е. скептицизм розвивається Енесідемом.
Епікур, який створив своє вчення на основі атомістичного вчення Демокріта та етики кіренаїків, почав викладати 309 до н. е., проповідуючи досягнення щастя і духовного блаженства (безтурботність і спокій душі) через помірність у почуттях, задоволеннях. Школа Епікура, що існувала до середини IV століття н. е., здійснила значний вплив на світогляд елліністичної епохи.
Діяльність засновників стоїцизму — Зенона з Кітіона, Клеанфа та Хрісіппа відбувалась у III–II століттях до н. е. Відроджуючи концепції досократівської філософії (насамперед Геракліта), стоїки вбачали космос розумним вогненним диханням, яке дробиться на різноманіття логосів, одним з яких є людина. Нескоренністю духу вбачається в повному підпорядкуванні космічному розуму, для чого необхідні безпристрасність та чесність.
З середини II століття до н. е. починається процес сакралізації, зближення філософії з релігійно-міфологічними традиціями Греції та Сходу. Філософія стає на шлях еклектичного об'єднання різних систем. Центральною фігурою цього процесу є Посідоній, який синтезував піфагорійсько-платонічну та філософію стоїків у детально розроблену і велику систему платонічного стоїцизму.

## Природничі науки
Найбільшим науковим осередком елліністичного світу була Александрія з Александрійським мусейоном та Александрійської бібліотекою, де працювали видатні вчені Середземномор'я. Значного розвитку досягло в Александрії виготовлення книг, чому сприяла монополія Єгипту на папірус. Іншими важливими центрами елліністичної науки були Пергам, Антіохія на Оронті та острів Родос. Більшість вчених, діяльність яких протікала в цих центрах, були греками. Давньогрецька мова стала міжнародною науковою мовою тієї епохи.
Вищі досягнення математики і астрономії, які особливо бурхливо розвивались в Александрії у III–II століттях до н. е., пов'язані з іменами Евкліда, Архімеда, Аполлонія Пергського, Аристарха Самоського, Гіппарха з Нікеї. У працях цих вчених елліністична наука підійшла до ряду проблем: диференціальне та інтегральне числення, теорія конічних перетинів, геліоцентрична система світу тощо, які знайшли подальший розвиток лише в новий час. З математиків, які працювали в Александрії, відомі також Нікомед, Діокл, Зенодор (праця «Про ізопериметричні фігури») і Гіпсікл, автор XIV додаткової книги евклідових «Начала» і трактату «Про фігурні числа». Селевк із Селевкії (II століття до н. е.) виступав як послідовник геліоцентрічної системи Аристарха, встановив залежність припливів і відпливів від положення Місяця. Успіхи теоретичної механіки були пов'язані насамперед з роботами Архімеда; популярності набув також псевдоарістотелівський трактат «Механічні проблеми». Розвитку прикладної механіки сприяли численні винаходи Ктесібія. Досягнення прикладної механіки були підсумовані у працях Герона Александрійського.
Походи Александра Македонського стимулювали розширення географічних знань. Учень Арістотеля Дікеарх близько 300 до н. е. склав карту всієї відомої тоді ойкумени та спробував визначити розміри земної кулі, його результати були уточнені Ератосфеном з Кіренії, який плідно працював у різних галузях знань. Посідоній з острова Родос написав крім філософських творів низку робіт з географії, астрономії, метеорології та ін. Праця Страбона «Географія» у 17 книгах узагальнила географічні знання епохи.
Накопичені знання в галузі ботаніки були систематизовані Теофрастом. Великий інтерес був до галузі анатомії людини та  медицини. Діяльність Герофіла з Халкідіки та Ерасістрата була етапом на шляху до створення наукової анатомії. Під впливом цих учених на межі III і II століть до н. е. виникла школа лікарів-емпіриків (Філін Косський, Серапіон Александрійський та ін.), які визнавали досвід як єдине джерело медичних знань.

## Історична наука

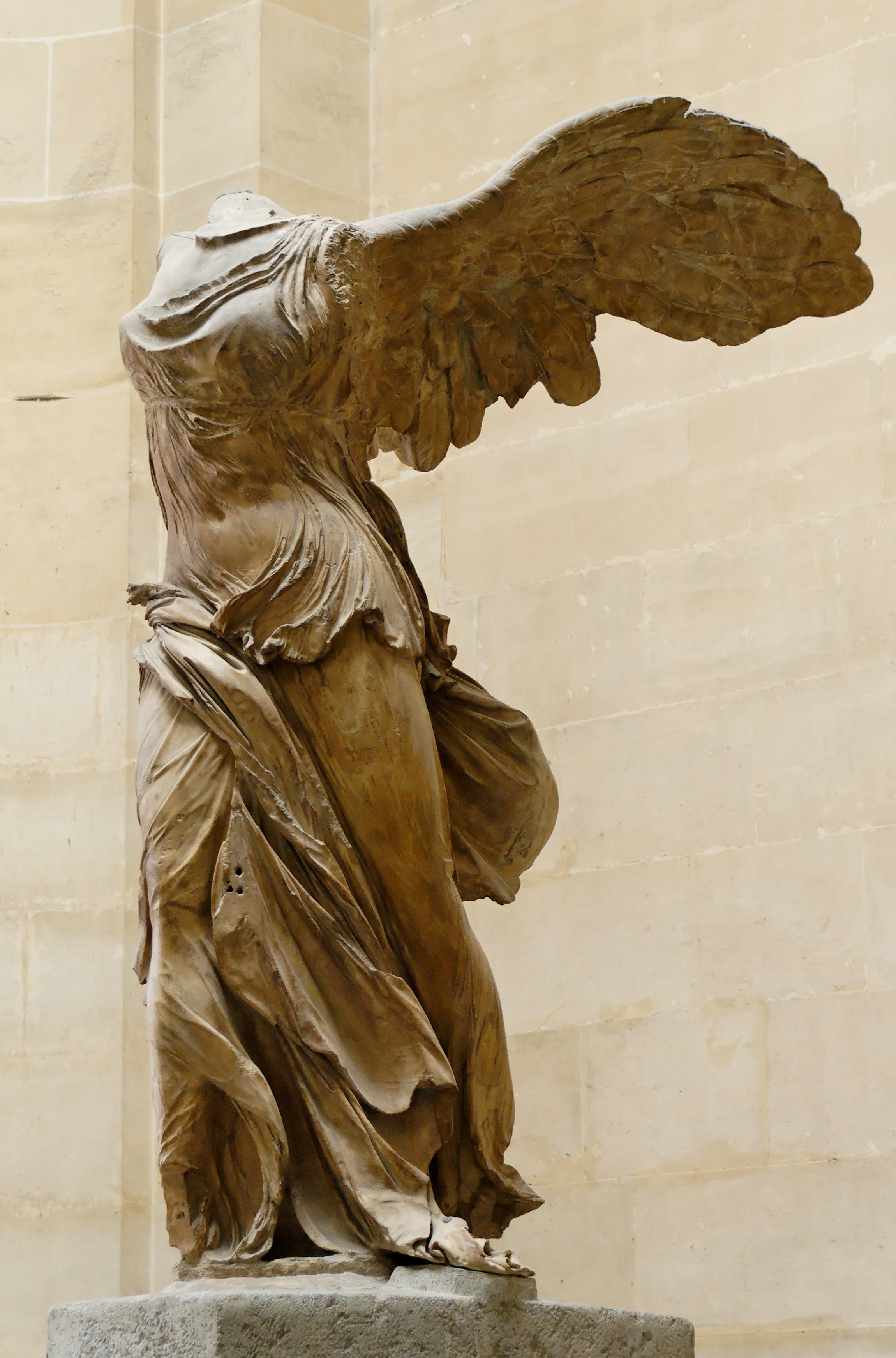
Ніка Самофракійська, монумент на честь перемоги, Лувр, Париж.

Сюжетами історичних творів зазвичай служили події недавнього минулого та сучасні їх авторам. На вибір теми та висвітлення подій істориками, безсумнівно, впливали політична боротьба, політичні та філософські теорії тогочасної епохи. В історичних творах обговорювалися питання про роль долі та видатних особистостей в історії, про ідеальну форму держави, яка виникає через змішання демократії, аристократії і монархії, про злиття історії окремих країн у всесвітню історію і т. ін.
За своєю формою твори тогочасних істориків перебували на межі художньої літератури: виклад подій майстерно драматизувався, використовувалися риторичні прийоми, які були покликані емоційно впливати на широкий загал. У такому стилі писав історію Александра Македонського Каллісфен (кінець IV століття до н.е.) та Клітарх Александрійський (не раніше 280—270 рр. до н.е.), історію греків Західного Середземномор'я — Тімей з Тавроменія (близько 264 р. до н.е.), історію Греції з 280 по 219 рр. до н.е. — Філарх Афінський. Інший напрям історіографії дотримувалися суворішого і сухого викладу фактів, наприклад: історія походів Александра, написана Птолемеєм І після 301 р. до н. е. Історія періоду боротьби діадохів, написана Ієронімом з Кардії. Найбільшим істориком II століття до н. е. був Полібій, автор всесвітньої історії від 220 до 146 р. до н. е. Слідом за Полібієм у I столітті до н. е. всесвітню історію писали Посідоній з Апамеї, Микола Дамаський, Агатархід Кнідський, Діодор Сицилійський.
Продовжувала розроблятися історія окремих держав, вивчалися хроніки і декрети грецьких полісів, зріс інтерес до історії східних країн. Вже на початку III століття до н.е. з'явилися праці грецькою мовою місцевих жерців-науковців: Манефона (історія фараонівского Єгипту), Бероса (історія Вавилону), Аполлодора Афінського (історія парфян); історичні твори на місцевих мовах (наприклад Книги Маккавеїв про повстання мешканців Юдеї проти Селевкідів).

## Література

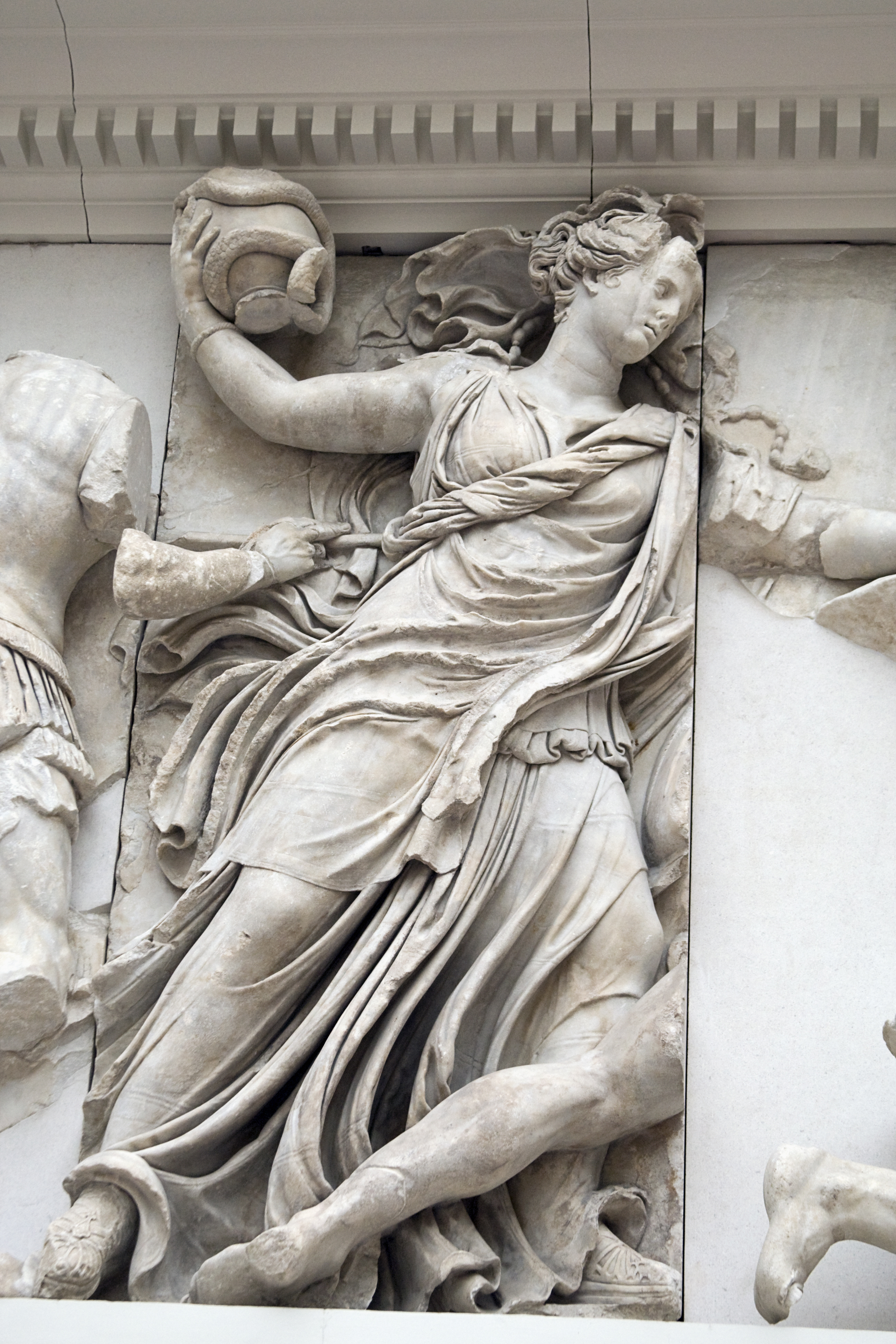
Мойра в боротьбі з велетнями, синами Геї. Пергамський вівтар.

## Архітектура та образотворче мистецтво

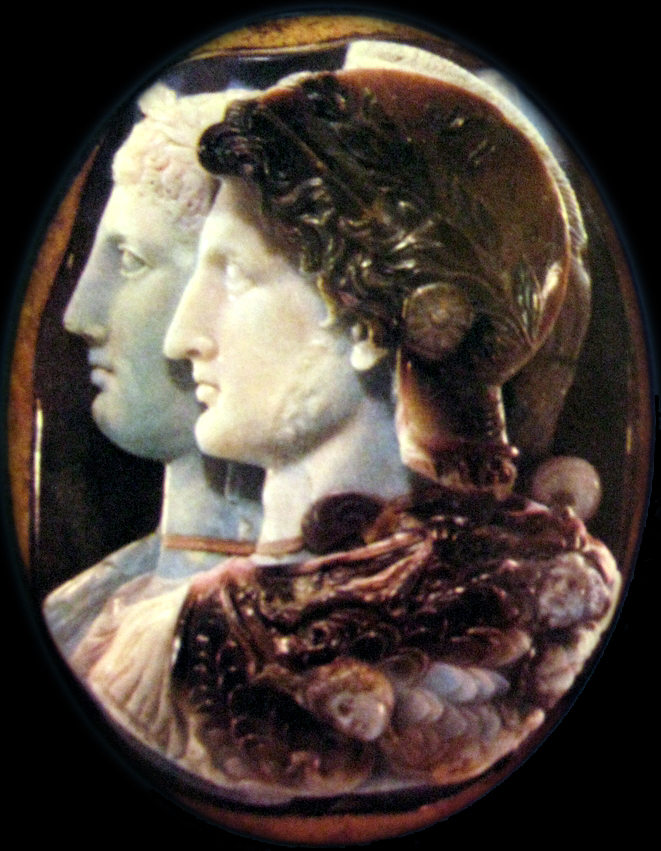
Камея Гонзага, нині — Ермітаж, Петербург.

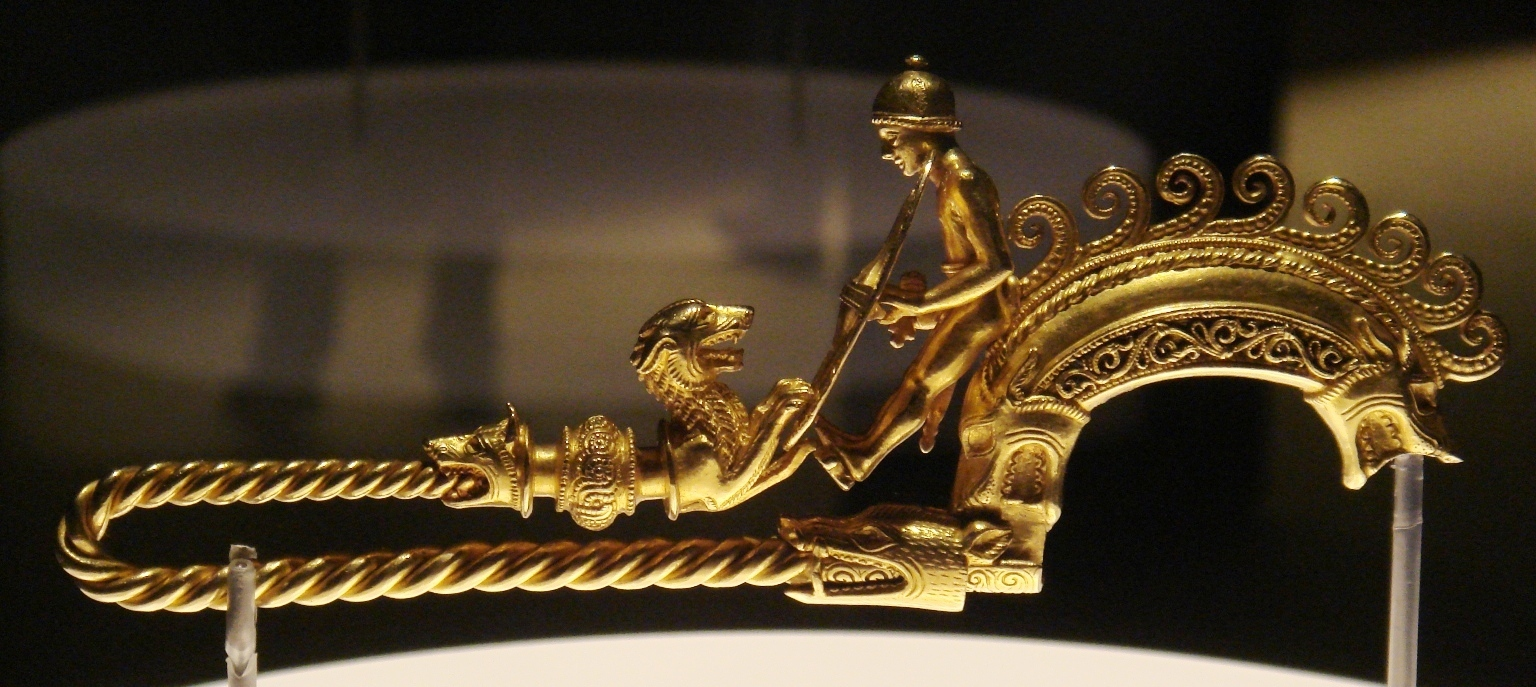
Золота застібка-фібула, 2 ст. до н. е. Іберійський півострів (нині — Британський музей, Лондон

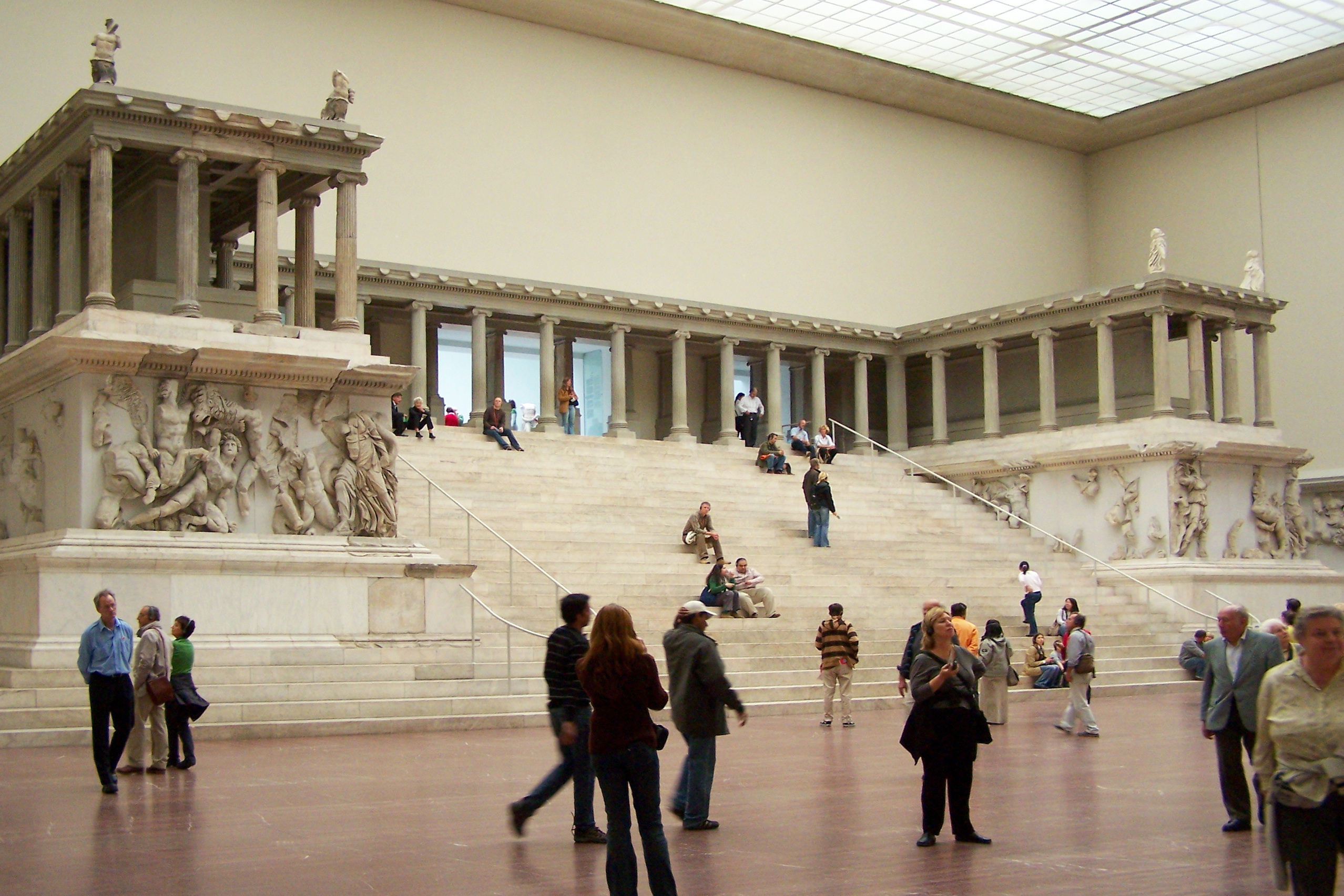
Пергамський вівтар, реставрована копія, що складена переважно з елементів справжніх барельєфів, викрадених з Туреччини у 1890-х роках, у Пергамському музеї (Берлін).

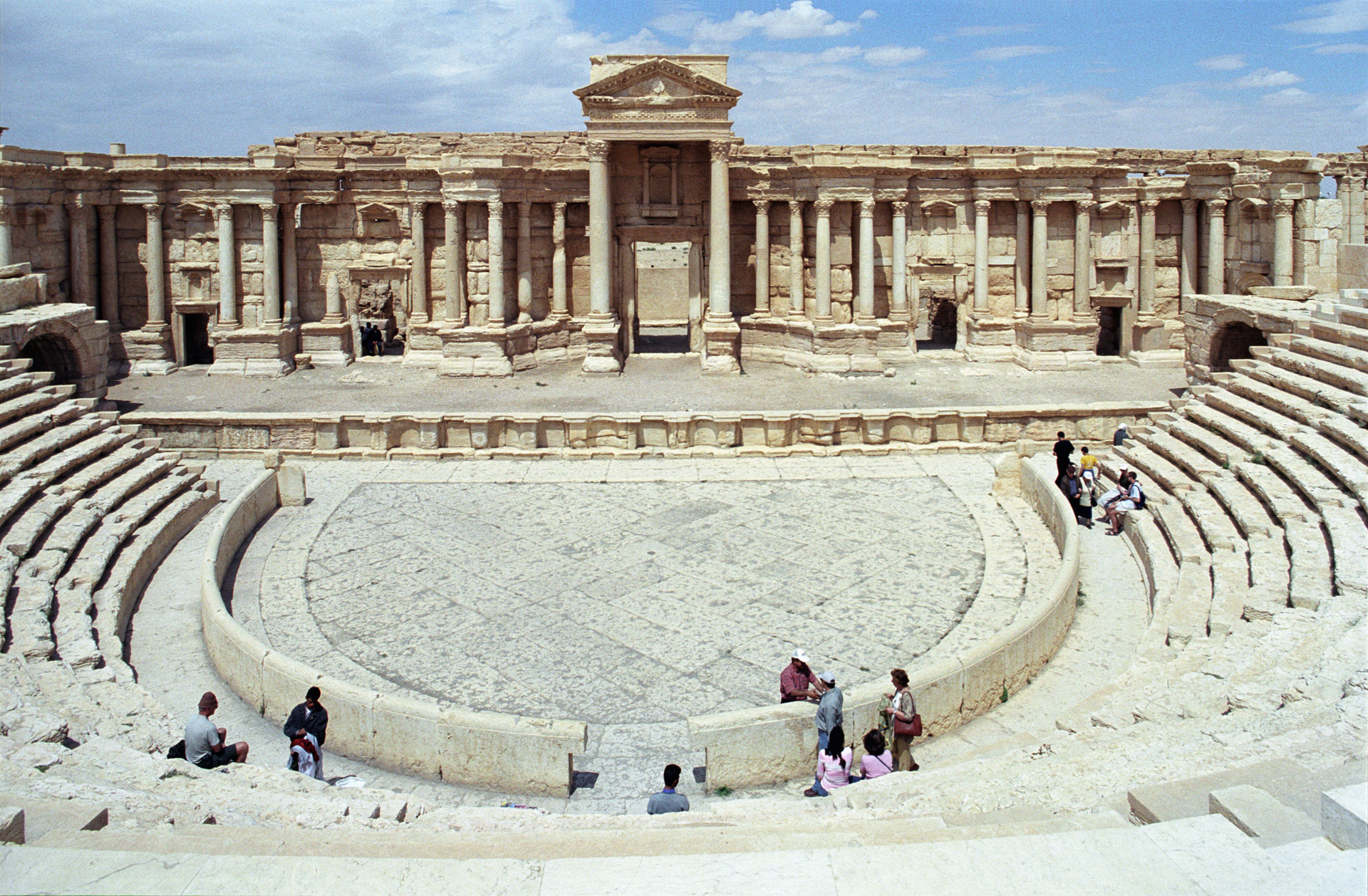
Залишки театру, Пальміра, Сирія.

Протиріччя політичного та соціально-економічного розвитку суспільства зумовили суперечливість елліністичного мистецтва, в якому поєднуються раціоналізм та експресивність, скептицизм і емоційність, елегійність і глибокий драматизм, архаїзація та новаторство. Підсилилися локальні відмінності художніх шкіл: Александрійської, Пергамської, Родоської, Афінської, Сирійської та ін. На землях на схід від Євфрату спочатку взаємодія грецької та місцевих елементів була незначною. Період бурхливого синтезу, в результаті якого виникли мистецтво Парфянського царства, Гандхари, Кушанського царства, розпочався після падіння влади македонян.
Елліністичне зодчество відрізняють прагнення до освоєння величезних відкритих просторів, до ефекту грандіозності, бажання вразити людину величчю та сміливістю інженерно-будівельної думки, логікою конструкцій, імпозантною формою, точністю і майстерністю виконання. У художньому вигляді міст (Александрія у Єгипті, Дура-Европос, Пергам, Прієна, Селевкія), побудованих зазвичай за регулярним плануванням, важлива роль відводилася великій колонаді (уздовж головних вулиць) та 1–2-ярусним колонам портика, що стояли окремо по периметру агори або були частиною будівлі; у формуванні міських центрів — царським палацам, будинкам для зборів (булевтеріям, екклесіастеріям), театрам, святилищам.
Особливість елліністичних міст — величні архітектурні ансамблі, для яких характерні узгодженість будівель між собою та навколишнім ландшафтом, регулярність планування, підкреслення горизонталей та вертикалей фасадних площин, симетричність та фронтальність композицій будівель як елементів ансамблю, розрахованих на сприйняття з фасаду. Архітектурні типи громадських, житлових і культових будівель здебільшого сягали до епох грецької архаїки і класики, але інтерпретувалися у дусі часу. Втім з'явилися і нові види будинків: бібліотеки, мусейони (Александрійський мусейон), інженерні споруди (Фароський маяк в Александрії).
Синкретизм елліністичної релігії вплинув на розвиток храмів, святилищ, вівтарів, меморіальних будинків, у яких сильніше, ніж у цивільних будівлях, позначилася взаємодія з мистецтвом Сходу (святилище Асклепія на острові Кос, катакомби Ком-Еш-Шукафа в Александрії, городище Ай-Ханум в Північному Афганістані). Ексцентричність елліністичного зодчества знайшла відображення в ефектних пластичних композиціях жертівників Малої Азії (вівтар Зевса у Пергамі). Елліністичний ордер відрізняється вільним відношенням до традиційної схеми та тенденцією до посилення декоративно-оздоблювальні функції за рахунок конструктивної. У східно-елліністичному мистецтві грецькі ордери зазнали місцевої інтерпретації («псевдокоринфські» капітелі колон в Ай-Ханума).
В образотворчому мистецтві, поряд з творчим використанням класичної спадщини, створювались гармонійні образи (Афродіта Мелоська, II ст. до н. е.). Існувала тенденція механічного наслідування класики (неоаттична школа), яка породжувала внутрішньо холодні, псевдопатетині твори (статуя Аполлона Мусагета, початок III ст. до н. е., Ватиканський музей). Скульптура перестала служити ідеалам поліса, в ній наростала декоративність, оповідальність (статуя Лаокоона, Ватиканський музей).
Характерні для елліністичної пластики драматизм, експресія і патетична пристрасність, покликані активно впливати на глядача, внутрішня напруженість образів і зовнішня ефектність форм, побудованих на взаємодії із навколишнім простором, несподівані ракурси і динамічні жести, складний малюнок композиції та сміливі контрасти світла й тіні найбільш яскраво виражені в горельєфному фризі вівтаря Зевса у Пергамі, статуї Ніки Самофракійської. Багатоплановість і суперечливість елліністичної скульптури проявилися у співіснуванні ідеалізованих портретів монархів, гранично монументалізірованих статуй божеств (Колос Родоський), гротескних міфологічних (силени, сатири) або величні (теракоти Танагри) образів, гострохарактерних зображень стариків, драматичних портретів філософів. Широкий розвиток отримала садово-паркова скульптура, проникнута настроями спокою. У мозаїці розрізняється вільна, мальовнича манера виконання і суворіша. Загальні для елліністичної культури тенденції простежуються в вазописі, гліптиці, торевтиці, художньому посуді зі скла.